# Pedipalpus

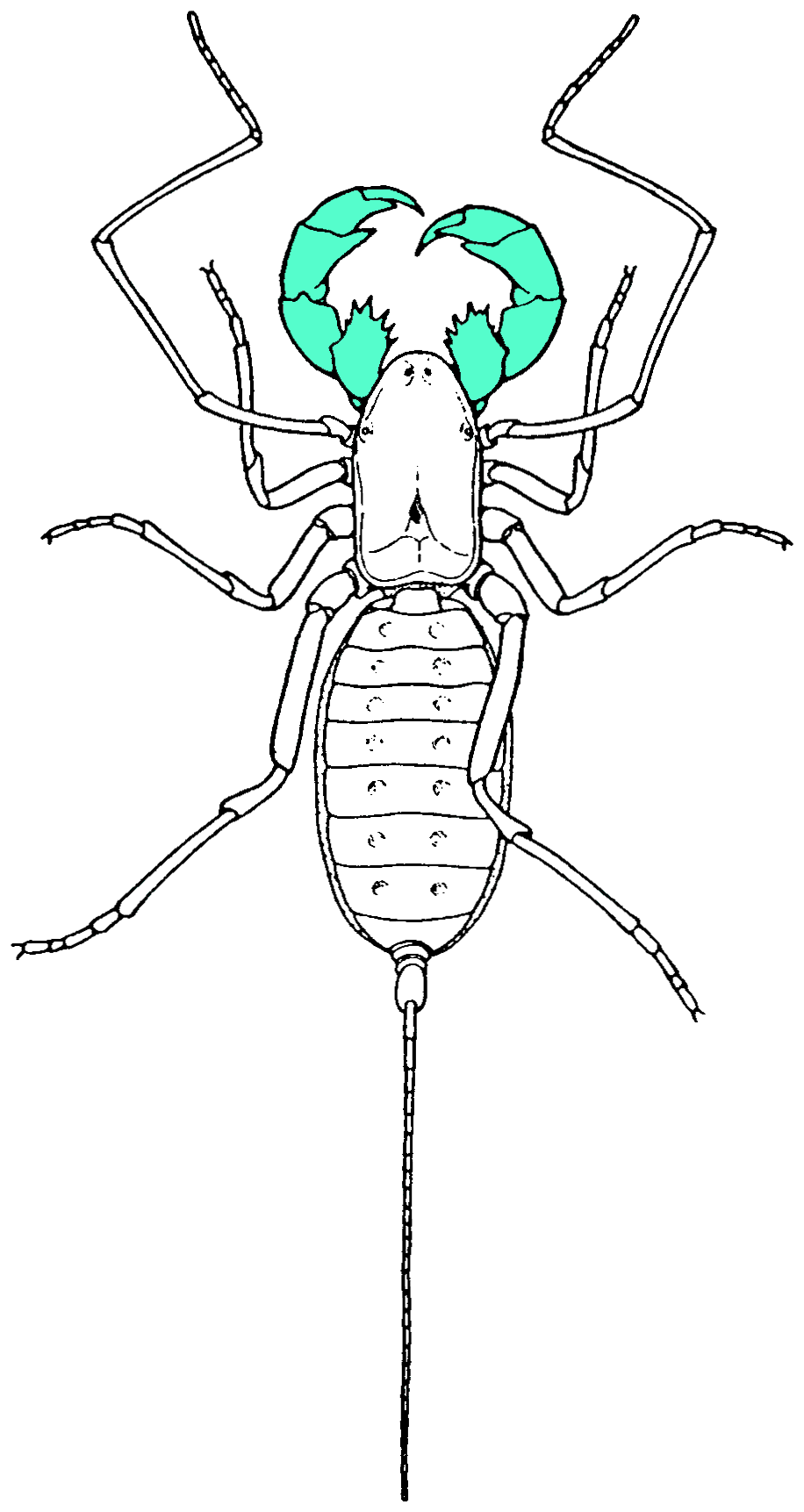
Geißelskorpion (Thelyphonida) in Rückenansicht. Die Pedipalpen sind grün gekennzeichnet.

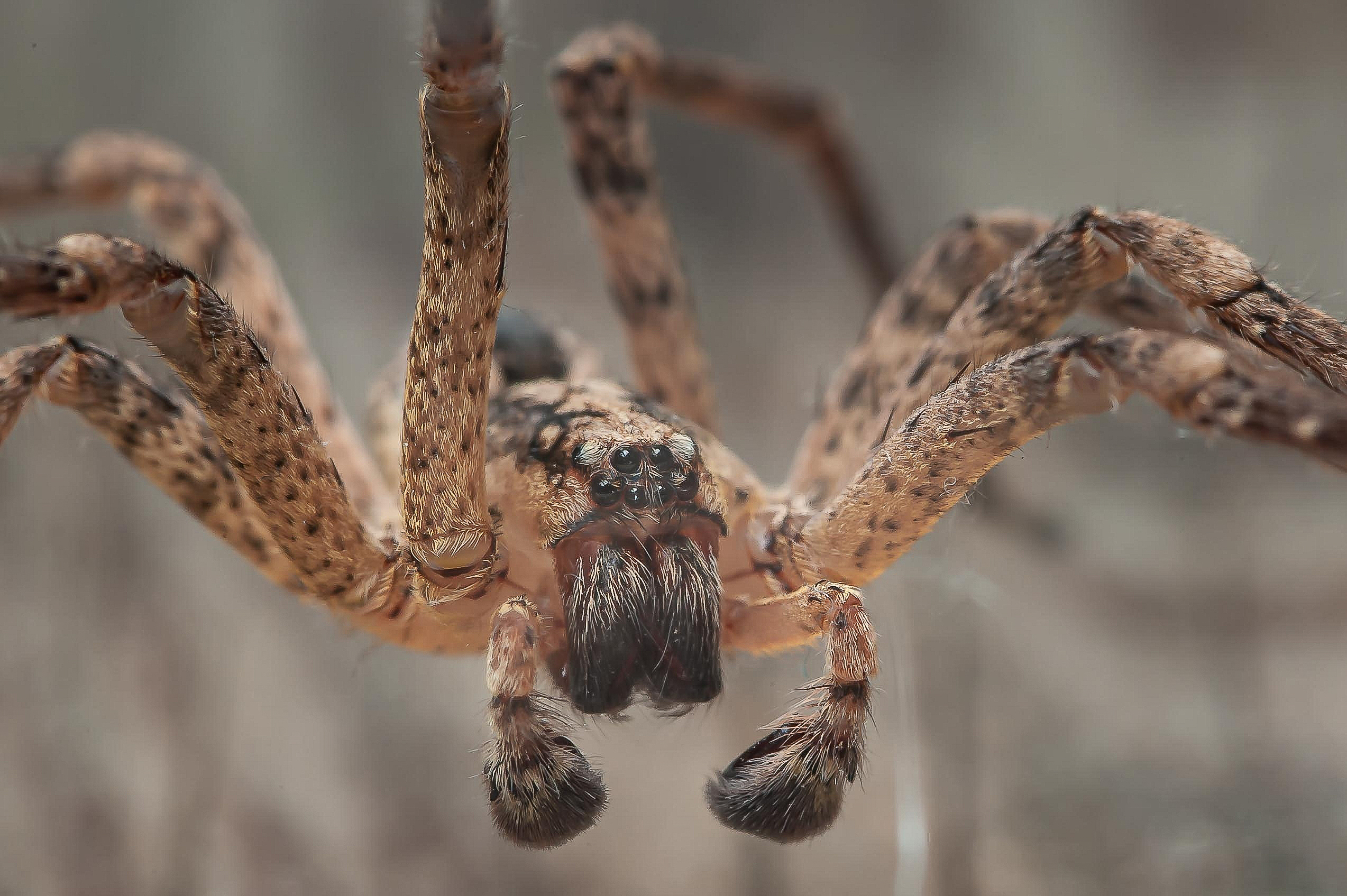
Männliches Exemplar der Nosferatu-Spinne Zoropsis spinimana mit am Ende verdickten Pedipalpen

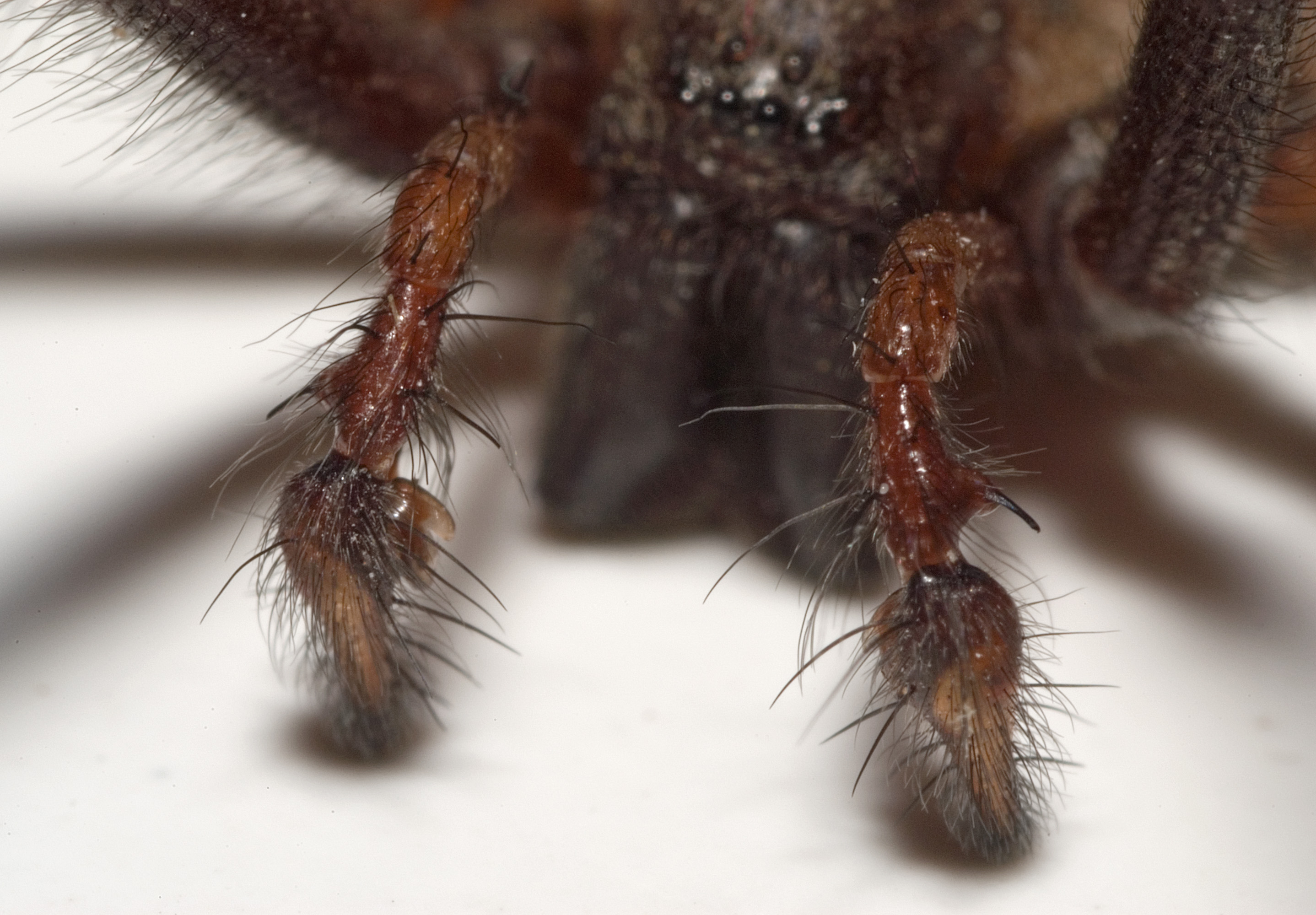
Das Endglied der Pedipalpen der männlichen Großen Winkelspinne (Eratigena atrica) besteht aus Cymbium, Tegulum und Embolus.

Der Pedipalpus ist eine umgewandelte Extremität im Kopfbereich der Spinnentiere (Arachnida). Die paarigen Pedipalpen folgen bei den Spinnentieren als zweites Extremitätenpaar auf die Cheliceren oder Kieferklauen und werden im Grundbauplan wiederum gefolgt von vier Laufbeinpaaren.
Der Name Pedipalpus, von lateinisch pes ‚Fuß‘ und palpus ‚Taster‘, nimmt Bezug auf die bei vielen Gruppen, insbesondere bei den Webspinnen, primäre Funktion als Tastorgan.

## Funktion
Pedipalpen sind bei allen Gruppen, die große Cheliceren besitzen (Webspinnen, Walzenspinnen, Palpenläufer sowie viele Milben und Weberknechte), Laufbein-artig aufgebaut. Bei vielen Walzenspinnen und Vogelspinnen werden sie auch noch zum Laufen eingesetzt. Bei den Webspinnen ähnelt ihre Gliederung derjenigen der Laufbeine. Pedipalpen besitzen aber ein Glied weniger, da der Metatarsus fehlt. Bei den Ordnungen mit eher kleinen Cheliceren, wie Skorpionen, Geißelskorpionen, Geißelspinnen, Pseudoskorpionen, werden sie waagerecht gehalten und tragen meist eine deutliche Schere (Chela), bei der ein aus dem Fußglied gebildeter beweglicher Scherenfinger gegen einen als Auswuchs der Schiene gebildeten unbeweglichen Finger arbeitet. Alle Spinnentiere setzen den Pedipalpus zum Halten und Wenden der Nahrung ein. Im Regelfall besitzt er auch eine reiche Ausstattung mit Sinneszellen und wird zum Fühlen, Riechen und Schmecken verwendet. Nur bei den Pseudoskorpionen mündet seine Spitze in einer Giftdrüse.
Bei zahlreichen Gruppen ist das Grundglied der Pedipalpen, die Coxa oder Hüfte, teilweise im Dienst der Nahrungsaufnahme umgestaltet. So sind zum Beispiel bei den meisten Spinnen Verbreiterungen ausgebildet, die als Laden (auch Kauladen, Gnathocoxen oder Gnathobasen) bezeichnet werden. Diese sind Teil der Begrenzung des äußeren Mundvorraums und dazu oft markant beborstet. Entgegen der Namensgebung „Kauladen“ dienen sie aber bei keiner Gruppe der Chelicerata tatsächlich zum Kauen der Nahrung. Bei den Milben sind die Hüften der Pedipalpen zu einer röhrenförmigen Struktur verwachsen, die Gnathosoma genannt wird.

## Skorpione
Innerhalb der Arachnida wurden der Pedipalpus sowie die Chelicere auf vielfältige Weise abgewandelt, vor allem durch die mehrfach konvergente Ausstattung mit Scheren. Diese bildeten sich bei den Skorpionen, Geißelskorpionen, Pseudoskorpionen und Kapuzenspinnen. Bei den Pseudoskorpionen sind sie außerdem mit Giftdrüsen bestückt.

## Geißelspinnen
Bei den Geißelspinnen bilden die Pedipalpen große Fangbeine mit einschlagbaren Fußgliedern. Haftorgane an den Pedipalpen findet man bei den Walzenspinnen, diese dienen zum Fang von Beutetieren sowie als Haftstrukturen an glatten Steinen.

## Webspinnen

Gegenüberstellung der Gliederung von Bein (a) und Pedipalpus (b) bei Webspinnen: 1: Tarsus, 2: Metatarsus, 3: Tibia, 4: Patella, 5: Femur, 6: Trochanter, 7: Coxa

Auch innerhalb der Webspinnen wurde der Pedipalpus umstrukturiert. Hier dient er bei den männlichen Tieren als Spermaüberträger.

### Bulbus

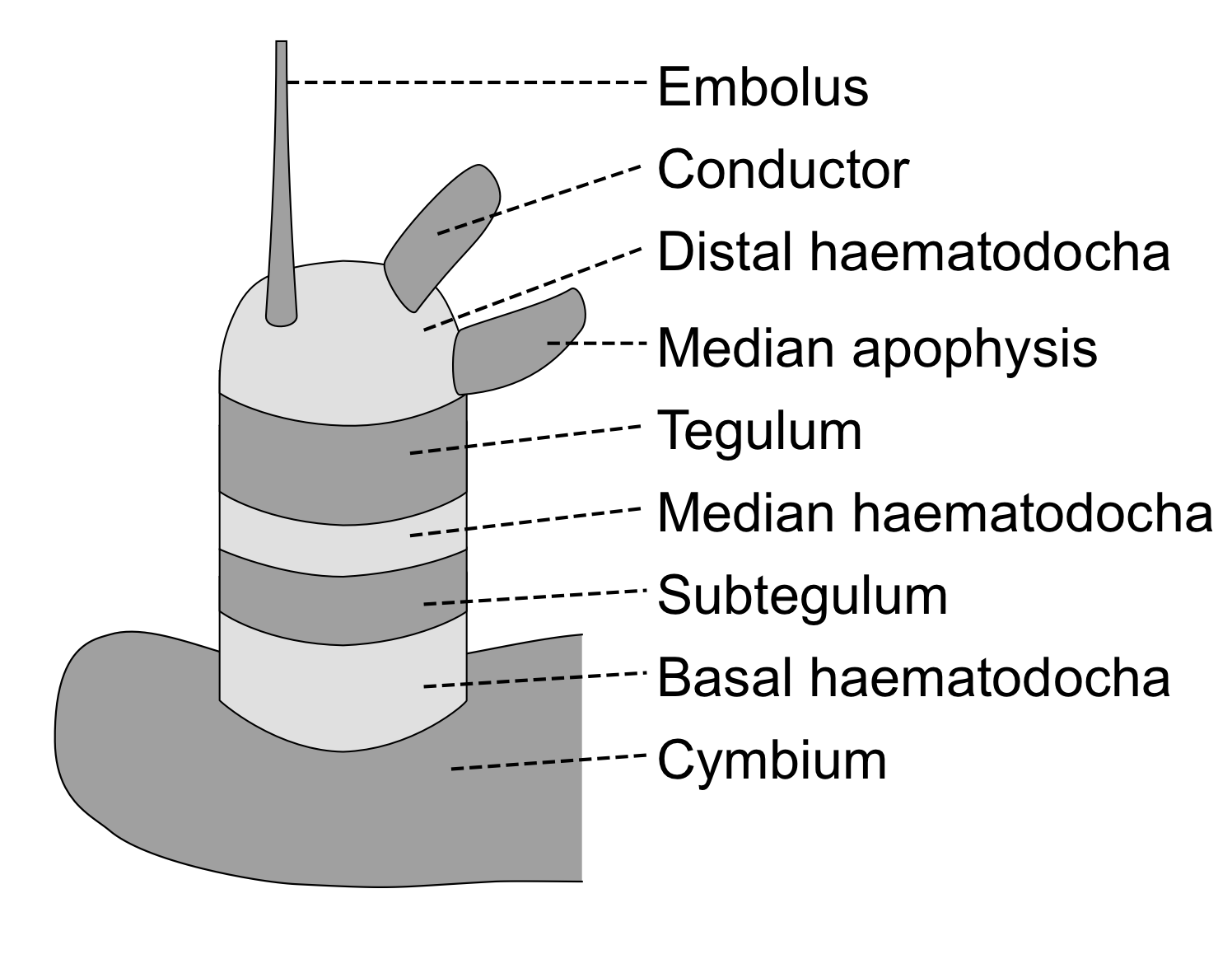
Stark vereinfachte Übersichtszeichnung eines entfalteten Genitalbulbus der Webspinnen. Sklerotisierte Abschnitte dunkelgrau.

Bei den Spinnenmännchen ist das letzte Glied des Pedipalpen, ursprünglich das Fußglied (Tarsus), in ein meist dreiteiliges Palpenorgan umgebaut. Dieses Palpenorgan wird Bulbus genannt, sitzt auf einer  löffelförmigen Basis, dem Cymbium, auf und enthält im Inneren einen Hohlraum für den Transport des Spermas (Samengang oder Spermaphor). Es wird von den Männchen an der eigenen Geschlechtsöffnung oder an einem Spermanetz befüllt. Da der Bulbus selbst weder Nerven noch Muskeln enthält, erfolgt die Befüllung, wie auch die spätere Entleerung, rein hydrostatisch durch Hämolymphdruck. Dazu besitzt der Samengang der meisten Spinnen poröse Wände, die von einem drüsigen Epithelium umgeben sind. Anders als der Bulbus ist das Cymbium stark innerviert und mit Sinneshaaren besetzt. 
Bei der Paarung kann der Embolus an der Spitze des entfalteten Bulbus in die weibliche Geschlechtsöffnung eingeführt werden. Dafür muss auch die Basis des Bulbus, die nicht eingeführt wird, auf die Geschlechtsöffnung des Weibchens abgestimmt sein. Zahlreiche weitere, je nach Gruppe unterschiedlich gestaltete Sklerite, die teilweise bei der Expansion hebelartig gegeneinander bewegt werden, verankern den Bulbus in der Epigyne genannten weiblichen Geschlechtsöffnung, die dazu meist ebenso spezialisierte, genau dazu passende Strukturen ausgebildet hat. Entsprechend spricht man hier von einem Schlüssel-Schloss-Prinzip. Oft sind auch die Tibien, gelegentlich weitere Beinabschnitte der Pedipalpen charakteristisch umgestaltet, oft tragen sie besondere Fortsätze (Apophysen). Innerhalb vieler Gruppen der Webspinnen ist eine genaue Artbestimmung oft nur anhand dieser Strukturen möglich. Die Weibchen besitzen in der Regel eine als Auffangbehälter wirkende Spermathek.
Bei haplogynen Spinnen ist der Bulbus einfach gebaut und meist einheitlich kugel- oder birnenförmig.
Bei entelegynen Spinnen besteht der Bulbus aus mehreren zueinander beweglichen Skleriten und dazwischenliegenden häutigen Hämatodochen. Das erste Sklerit ist das Cymbium. Das Cymbium bedeckt das mediane, größte Sklerit des Bulbus, welches Tegulum genannt wird und den Spermatophor beinhaltet. Dann folgt der Embolus, das eigentliche Sperma übertragende Organ. Es trägt an seiner Spitze die Ausmündung des Spermatophors und kann sehr lang und schlauchförmig aufgerollt sein.

### Weitere Funktionen
Weitere Funktionen sind das Tasten durch die dichte und lange Behaarung, das Trommeln oder Zupfen am Netz zur innerartlichen Kommunikation, z. B. bei der Balz oder auf dem Substrat, vermutlich zur Orientierung, z. B. bei Springspinnen. Manche Arten weisen auch Stridulationsorgane an oder in den Pedipalpen auf.

## Homologie des Pedipalpensegments

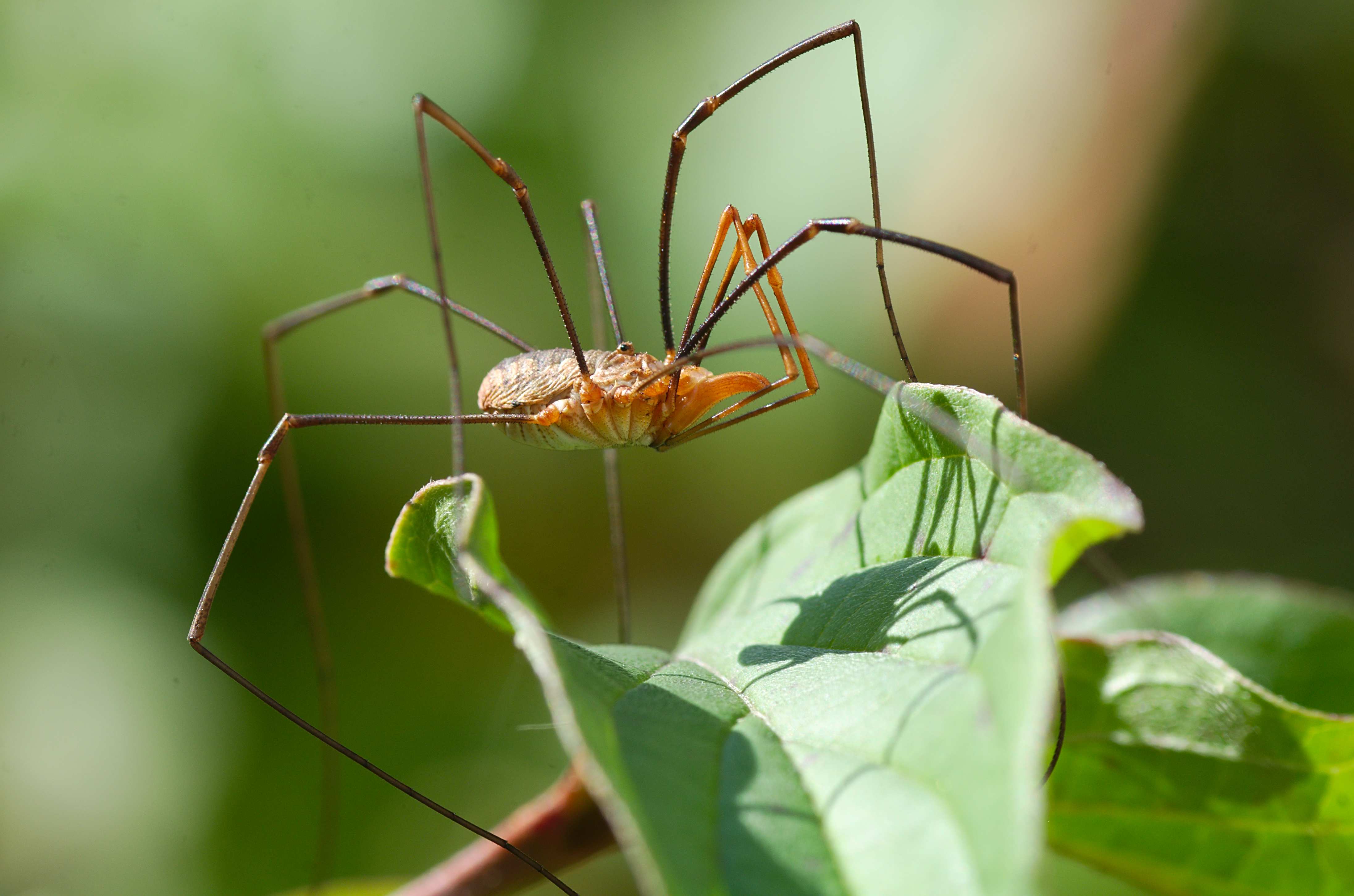
Der Weberknecht hat die Pedipalpen in einem Dreieck zur Mundöffnung hin angewinkelt.

Pedipalpen treten innerhalb der Arthropoden ausschließlich bei den Chelicerata auf. Sie bilden ein Extremitätenpaar, das an einem der Körpersegmente im Kopfabschnitt ansetzt. Man nimmt dabei an, dass alle Extremitätenpaare der Arthropoden (und auch der mit ihnen zu den Panarthropoda zusammengefassten Stummelfüßer und Bärtierchen) seriell homolog sind; das bedeutet, die Abfolge der Segmente (und ihrer Extremitäten) ist im von den gemeinsamen Vorfahren ererbten Grundbauplan gleich, aber bei jeder Gruppe in jeweils spezifischer Weise umgewandelt. Welches Segment der anderen Arthropoden dem Segment, das bei den Chelicerata die Pedipalpen hervorbringt, homolog ist, war in der Wissenschaft lange Zeit umstritten. Aufgrund entwicklungsbiologischer und genetischer Untersuchungen, vor allem der Ausprägung der sogenannten Hox-Gene, konnte gezeigt werden, dass das Pedipalpen-Segment dasjenige ist, das im Körperinneren den dritten Abschnitt des Arthropoden-Gehirns (Oberschlundganglion), das Tritocerebrum, hervorbringt. Demnach sind die Pedipalpen homolog zu den zweiten Antennen der Krebstiere. Das Extremitätenpaar dieses Segments ist bei den Insekten verloren gegangen (Interkalarsegment). Demgemäß sind die Pedipalpen keinem der Kopfanhänge der Insekten homolog.